# Куншалган
Куншалга́н (каз. Күншалған) — село у складі Єрейментауського району Акмолинської області Казахстану. Адміністративний центр Куншалганського сільського округу.
Населення — 400 осіб (2021; 725 у 2009, 1123 у 1999, 1168 у 1989).
Національний склад станом на 1989 рік:
- казахи — 53 %;
- росіяни — 22 %.

До 2007 року село називалося Ленінське.